# محمدعلی ممتاز
محمدعلی ممتاز (۱۲۷۱تهران –۱۳۵۳ تهران) حقوقدان، قاضی، سناتور و وزیر دادگستری بود.
ممتاز در سال ۱۲۷۱ ش در تهران به دنیا آمد. تحصیلات عالی خود را در مدرسه حقوق و علوم سیاسی به پایان برده و به دعوت داور در ۱۳۰۶ وارد دادگستری گردید. در زمان حضورش در دادگستری به سمت دادستانی اراک، اصفهان، و کرمانشاه و دادستان دیوان کیفر کارکنان دولت منصوب شد.
در سال ۱۳۲۴ ممتاز رئیس دادگستری آذربایجان شد و در زمان فتنه فرقه دموکرات از سوی پیشه‌وری به زندان افتاد و قرار بود پس از محاکمه تیرباران شود که با ورود قوای ارتشی در ۲۱ آذر ۱۳۲۵ به تبریز نجات یافت.
وی سپس به تهران آمده و به ریاست کل دادگاه‌های استیناف منصوب شد.زمانیکه در سال ۱۳۳۵ گلشائیان وزیر دادگستری وقت اقدام به انحلال دیوانعالی کشور کرد، ممتاز اقدام وزیر دادگستری را غیرقانونی اعلام کرده و از دادگستری کناره‌گیری کرد و پس از برکناری گلشائیان به دادگستری برگشته و در سمت معاون پارلمانی وزارت دادگستری به فعالیت خود ادامه داد. وی همچنین در سال ۱۳۳۹ در کابینه شریف امامی به‌جای دکتر محمدعلی هدایتی به وزارت دادگستری رسید.
سپس در انتخابات دوره چهارم سنا در ۱۳۴۲ از تهران برای سناتوری انتخاب شد و مدت چهار سال در سنا فعالیت داشت. او از مخالفان نخست‌وزیری منصور بود و در از پایان دوره سنا از فعالیتهای سیاسی و اداری کنار گذاشته شد. او در سال ۱۳۵۳ در سن ۸۲ سالگی درگذشت.
| نخست‌وزیر: شریف‌امامی        |                  |                             |    |                |                |
| معاون نخست‌وزیر: محمد سجادی |                  |                             |    |                |                |
| وزیر مشاور: احمد آرامش     |                  |                             |    |                |                |
| وزیران                     |                  |                             |    |                |                |
| ر.                         | وزیر             | وزارت‌خانه                   | ر. | وزیر           | وزارت‌خانه      |
| ۱                          | محمدرضی ویشکایی  | وزارت گمرکات و انحصارات     | ۸  | ابوالحسن بهنیا | راه و ترابری   |
| ۲                          | صادق امیرعزیزی   | کشور                        | ۹  | طاهر ضیایی     | صنایع و معادن  |
| ۳                          | عبدالباقی شعاعی  | دارایی                      | ۱۰ | محمدعلی ممتاز  | دادگستری       |
| ۴                          | حسین قدس نخعی    | امور خارجه                  | ۱۱ | جهانشاه صالح   | فرهنگ          |
| ۵                          | علی اصغر نقدی    | جنگ                         | ۱۲ | احمدعلی بهرامی | کار            |
| ۶                          | جواد آشتیانی     | بهداری                      | ۱۳ | ابراهیم مهدوی  | کشاورزی        |
| ۷                          | عبدالحسین اعتبار | پست، تلگراف و تلفن          |    |                |                |
| وزیران مشاور               |                  |                             |    |                |                |
| ر.                         | وزیر مشاور       | وزارت مشاور                 | ر. | وزیر مشاور     | وزارت مشاور    |
| ۱                          | محمد سجادی       | سرپرست امور اقتصادی         | ۳  | احمد آرامش     | برنامه و بودجه |
| معاونان نخست‌وزیری          |                  |                             |    |                |                |
| ر.                         | معاون            | معاونت                      |    |                |                |
| ۱                          | اشرف احمدی       | وزیر مشاور و معاون نخست‌وزیر |    |                |                |